# Promotora de Comercio Exterior
La Promotora de Comercio Exterior (PROCOMER) es una agencia gubernamental costarricense de promoción de inversiones y exportaciones que opera bajo la figura de entidad pública no estatal, encargada de los programas de promoción de las exportaciones, atracción de inversión extranjera directa, creación de programas de talento humano, así como del apoyo técnico y financiero en la administración de los regímenes especiales de exportación de Costa Rica.
Fue establecida en 1996 para modernizar las actividades de promoción de exportaciones e inversión y sustituir al Centro para la Promoción de las Exportaciones y de las Inversiones (CENPRO) que estaba en funcionamiento desde 1968 y opera bajo un mandato definido en su ley de creación que incluye la coordinación de programas de exportación e inversión con directrices del Poder Ejecutivo y la administración del régimen de zona franca del país.
La institución se financia a través de contribuciones de sectores exportadores e importadores y créditos, donaciones o legados. Aunque goza de flexibilidad presupuestaria debido a su exclusión de los límites anuales de gasto está sujeta al control de la Contraloría General de la República salvo en lo que compete a la aprobación de su presupuesto.

## Antecedentes
Para la década de los sesenta solo Irlanda, Suiza, Corea del Sur y Japón poseían agencias de promoción de exportación e inversiones. Ese número se cuadruplicó en América Latina y el Caribe (ALC) y los países de la Organización para la Cooperación y el Desarrollo Económico (OCDE). Ese crecimiento trajo aparejada la apertura de oficinas internacionales de dichas agencias; según datos del Banco Mundial en el periodo 2014-2019 se crearon 20 nuevas oficinas de este tipo. Asimismo, de acuerdo con dicho organismo las agencias de promoción de las inversiones de América Latina y el Caribe tienen un presupuesto promedio de US$5 millones mientras que el de sus pares de la OCDE asciende a US$14 millones; también difieren en el tamaño de su planilla con 48 personas en promedio en ALC y 135 en los países de la OCDE.

### Creación
En la época previa a los años 2000 el Ministerio de Comercio Exterior carecía de una ley orgánica pero operaba de facto, lo que era una limitante a la hora de enfrentar negociaciones de índole comercial pues la mayoría de países ya tenía un ministerio, secretaría o departamento especializado en la materia. Asimismo existían tres instituciones encargadas de forma separada de administrar los distintos regímenes de incentivos a la exportación y de la promoción de las inversiones: el Consejo Nacional de Inversiones, el Centro para la Promoción de las Exportaciones y de las Inversiones (CENPRO) y la Corporación de la Zona Franca de Exportación, por lo que el Congreso consideró necesario con fines de racionalización del gasto público y por eficiencia contar con una sola institución encargada de la materia.
El 29 de diciembre de 1995 durante el gobierno de José María Figueres Olsen 15 diputados de la fracción del Partido Liberación Nacional en la Asamblea Legislativa (entre ellos Sandra Piszk Feinzilber, Ottón Solís Fallas y Luis Gerardo Villanueva Monge) presentaron el proyecto de ley 12 482 con el propósito de crear el Ministerio de Comercio Exterior (COMEX) y la Promotora de Comercio Exterior (PROCOMER), señalando que en los años previos el comercio exterior había sido el principal motor de crecimiento de la economía costarricense pero la legislación que regía el marco institucional de ese sector estaba desactualizada.
El proyecto originalmente creaba formalmente el Ministerio de Comercio Exterior e integraba la Delegación Permanente de Costa Rica ante la Organización Mundial de Comercio y los representantes comerciales destacados en las delegaciones diplomáticas; además de crear a la Promotora de Comercio Exterior como brazo ejecutor de las políticas emanadas del ministerio con rango de empresa pública que operaría como sociedad anónima.
La iniciativa pasó a estudio de la Comisión Especial de Reformas del Estado donde se modificó el texto para que PROCOMER no fuera una empresa estatal, sino un ente público no estatal, y se dictaminó de forma afirmativa y unánime el 23 de abril de 1996.La iniciativa pasó el primer debate en el plenario con 38 votos a favor y 2 en contra quedando en la minoría los diputados de los partidos de izquierda Gerardo Trejos Salas (Fuerza Democrática) y Rodrigo Gutiérrez Schwanhauser (Nuevo Partido Democrático). El segundo debate pasó con 36 votos a favor y 9 en contra, quedando en la minoría Trejos Salas, Gutiérrez Scwanhauser, Víctor Hugo Núñez Torres, Constantino Urcuyo Fournier y cinco diputados más no consignados en el acta.
El decreto se envió a la Casa Presidencial donde fue firmado como Ley 7638 por el presidente José María Figueres Olsen y el ministro de Comercio Exterior, José Rossi Umaña el 30 de octubre de 1996.
La dirección de la Promotora del Comercio Exterior de Costa Rica corresponde a su Junta Directiva, que está conformada por el Ministro de Comercio Exterior, tres representantes del Poder Ejecutivo y los presidentes de cinco cuatro cámaras empresariales: Cámara de Comercio, Cámara de Exportadores, Cámara de Industrias y la Cámara de Agricultura, por último, un representante de los pequeños y medianos exportadores.

### Contexto económico
Durante la década de los noventa Costa Rica migró de un sistema económico basado en la industria agrícola y manufacturera a uno enfocado en la atracción de flujos de inversión extranjera directa, a través del auge de regímenes especiales (zona franca), firma de tratados internacionales de comercio y la globalización.
Al cierre del 2023 las exportaciones costarricenses de bienes ascendieron a 18 244 millones de dólares, un aumento del 16% respecto al 2022 mientras que las importaciones fueron de 22 516 millones de dólares, un aumento del 5%. El régimen especial representó el 63,96% del monto de las exportaciones y el 21,03% de las importaciones, mientras que el régimen definitivo representó el 34,74% de las exportaciones y el 78,31% de las importaciones. Los principales productos de exportación costarricense en 2023 fueron otros dispositivos de uso médico US$2 316 463 088,03 (13%), otras agujas y catéteres, cánulas e instrumentos similares US$2 096 851 430 (11%), prótesis de uso médico US$1 624 585 496,91 (9%), banano US$1 178 996 053,2 (6%) y piña US$1 147 427 162,84 (6%).
Según datos de PROCOMER, Costa Rica cuenta con 2490 empresas exportadoras de 4426 productos a 169 destinos internacionales.
En el periodo 2019-2023 el flujo de entrada de inversión extranjera directa ascendió a US$15 946 millones. En el año 2023 se registraron 59 nuevos proyectos y 100 reinversiones.
| Importaciones  | Importaciones                                               | Importaciones | Exportaciones  | Exportaciones                                              | Exportaciones |
| País           | Valor                                                       | Porcentaje    | País           | Valor                                                      | Porcentaje    |
| -------------- | ----------------------------------------------------------- | ------------- | -------------- | ---------------------------------------------------------- | ------------- |
| Estados Unidos | US$12 257 687 898,5 (equivalente a $12 257 687 899 en 2023) | 41.59%        | Estados Unidos | US$8 676 671 068,14 (equivalente a $8 676 671 068 en 2023) | 45,13         |
| China          | US$3 683 647 220 (equivalente a $3 683 647 220 en 2023)     | 12,50%        | Países Bajos   | US$1 561 537 430 (equivalente a $1 561 537 430 en 2023)    | 8,12%         |
| México         | US$1 480 674 890 (equivalente a $1 480 674 890 en 2023)     | 5,02%         | Guatemala      | US$944 000 301,89 (equivalente a $944 000 302 en 2023)     | 4,91%         |
| Brasil         | US$673 138 000 (equivalente a $673 138 000 en 2023)         | 2,28%         | Bélgica        | US$840 597 350 (equivalente a $840 597 350 en 2023)        | 4,37%         |
| Guatemala      | US$606 353 140 (equivalente a $606 353 140 en 2023)         | 2,06%         | Nicaragua      | US$735 931 800 (equivalente a $735 931 800 en 2023)        | 3,83%         |
| Otros          | US$10 774 132 710 (equivalente a $10 774 132 710 en 2023)   | 36,55%        | Otros          | US$6 468 989 650 (equivalente a $6 468 989 650 en 2023)    | 33.64%        |

## Organización actual
PROCOMER está conformada por una Junta Directiva, Auditoría Interna, la Gerencia General; una subgerencia a cargo de la Dirección de Competitividad País, y seis gerencias a saber: Desarrollo de Exportaciones, Facilitación de Comercio e Inversión, Innovación y Transformación Digital, Administración y Finanzas, Inversión; Comunicación, Mercadeo y MP.
| Gerencia de Desarrollo de Exportaciones - Coordinación de Inteligencia de Negocios - Dirección de Estrategia de Negocios - Coordinación de Proyectos GDEX | Gerencia de Facilitación de Comercio e Inversión - Dirección de Ventanilla Única de Comercio - Dirección de Ventanilla Única de Inversión - Dirección de Regímenes Especiales | Gerencia de Innovación y Transformación Digital - Dirección de Inteligencia Comercial - Dirección de Informática - Dirección de Innovación y Proyectos | Gerencia de Administración y Finanzas - Dirección de Gestión Humana - Dirección de Administración de Finanzas | Gerencia de Inversión - Dirección de Agropecuario - Dirección de Manufactura Avanzada - Dirección de Servicios - Dirección de Proyectos Especiales - Dirección de Establecimiento y Aftercare - Dirección de Infraestructura Turística |

La Junta Directiva está conformada por el ministro de Comercio Exterior, tres representantes del Poder Ejecutivo y los presidentes de cinco cámaras empresariales: de Comercio, de Exportadores, de Industrias, de Agricultura y la de Pequeños y Medianos Exportadores.

### Oficinas nacionales e internacionales

Países y territorios donde PROCOMER tiene oficinas (azul) o representación directiva o ejecutiva (verde)

PROCOMER posee 14 oficinas en Costa Rica: sus oficinas centrales ubicadas en la capital San José y siete oficinas regionales en los cantones de Pérez Zeledón, San Carlos, Liberia, Limón, Puntarenas, Grecia y una en Pococí que también atiende el cantón de Sarapiquí. También cuenta con seis Ventanillas Únicas de Comercio Exterior (VUCE) en San José, Limón, Paso Canoas, Peñas Blancas y el Aeropuerto Internacional Juan Santamaría.
Asimismo, cuenta con 26 oficinas internacionales en cuatro continentes. En Asia se ubican en China, Japón y Corea del Sur; en Europa se localizan en España, Reino Unido, Italia, Holanda, Alemania, Rusia y la región nórdica; también en Israel y Medio Oriente, en Norteamérica se ubican en Canadá, México, y en los estados de Los Ángeles, Miami, Nueva York y Houston de Estados Unidos; mientras que en Centroamérica tiene oficinas en El Salvador, Guatemala, Honduras, Panamá y Nicaragua. En el Caribe tiene presencia en República Dominicana y Trinidad y Tobago, y en Sudamérica se ubican en Perú, Chile y Ecuador.
Además de las oficinas internacionales PROCOMER tiene representación ejecutiva o directiva en 126 países del mundo incluidos: Colombia, Australia, Brasil, Uruguay, Cuba, Indonesia, Australia, India, Arabia Saudita, Egipto, Ucrania, Polonia, Marruecos, Mauritania, Sudán y Sudán del Sur.

## Funciones
El artículo 8 de su ley orgánica dispone que PROCOMER tiene como objetivos y funciones el diseñar y coordinar programas relativos a exportaciones e inversiones con sujeción a las directrices que dicte el Poder Ejecutivo; apoyar técnica y financieramente al Ministerio de Comercio Exterior para administrar los regímenes especiales de exportación, promover los intereses comerciales del país en el exterior y defenderlos; administrar un sistema de ventanilla única de comercio exterior que centralice y agilice los trámites de importación y exportación; dar seguimiento a las estadísticas del comercio exterior en coordinación con las instituciones competentes; administrar bienes en fideicomiso y celebrar todos los contratos permitidos por las leyes, necesarios para cumplir con los objetivos y funciones de la Promotora; así como apoyar las pequeñas y medianas empresas exportadoras y con potencial exportador por medio de programas orientados a brindarle información, capacitación y promoción comercial para facilitar su acceso a los mercados internacionales.
En la práctica PROCOMER promueve las exportaciones costarricenses y la atracción de inversión extranjera directa mediante campañas de marketing y participación en ferias nacionales e internacionales, trabaja en la simplificación y agilización de los procesos de importación y exportación reduciendo las barreras burocráticas y promoviendo la eficiencia en el comercio exterior, realiza investigaciones de mercado para ayudar a las empresas costarricenses a identificar oportunidades comerciales en el extranjero y brinda capacitación y asesoramiento para que puedan desarrollar estrategias de exportación efectivas. También se encarga de la promoción de la inversión extranjera directa en Costa Rica atrayendo empresas y proyectos que aumenten el desarrollo económico del país.
| Capacitaciones - Estructura de costos para el sector Tic´s - Precio de exportación en el sector de bienes - Desarrollando contenido de valor en RRSS para la atracción de clientes internacionales - Aspectos relevantes de los derechos de autor, creación y resguardo de contenidos creativos - Principales aspectos de la certificación HACCP (análisis de peligros y puntos críticos de control) - La preventa y posventa en la exportación para el sector bienes - Contratos de compra y venta y medios en la exportación para el sector bienes - Pitch de ventas para la exportación - Patentes, protegiendo sus ideas y tecnologías - La decisión de exportar para el sector bienes - Programa aspectos relevantes del marketing digital - Acercamiento a las Buenas Prácticas de Manufactura (BPM) para la industria de alimentos en miras a la exportación - Alineando mi modelo de negocios en miras a la exportación - La decisión de exportar para el sector enfocada en empresas de servicios | Programas - Estrategia de Talento Humano - Ramp Up - Crecimiento Verde - K-Global - Cultiva + - Descubre | Herramientas - Buy from Costa Rica - CR Business Book - Estudios de mercado - Guía para exportar - Manual de la Mujer Emprendedora - Pago de canon - Portal estadístico - Régimen Devolutivo de Derechos - Registro de Empresa Nacional Subcontratada por Empresas Amparadas al Régimen de Zonas Francas y/o al Régimen de Perfeccionamiento Activo - Reporte de ventas - Sistema de trámites de regímenes especiales en línea - Sistema integrado de logística - Test del exportador - Ventanilla Única de Comercio Exterior (VUCE) - Ventanilla Única de Inversión (VUI) |

### Plan de atracción de IED 2023-2026
El 15 de junio de 2023 COMEX y PROCOMER presentaron el plan de atracción de inversión extranjera directa a Costa Rica con metas de generar 100 000 empleos y atraer 70 proyectos de inversión en regiones fuera de la Gran Área Metropolitana (GAM); alcanzar una inversión de US$12 950 millones en cuatro años, 300 proyectos de reinversión, 200 proyectos nuevos, 24 proyectos bajo la alianza público-privada DESCUBRE, 8000 empleos fuera de la GAM, 70 proyectos de nuevas geografías y 12 000 personas empleadas a través de programas de talento humano.
El plan se basa en tres ejes: atracción de nueva IED en sectores consolidados, incipientes y nuevos; acompañamiento y asesoría en trámites, manejo de proveedores, nuevos incentivos, reinversiones y eliminación de obstáculos o cuellos de botella a la inversión; y programas especiales fuera de GAM, talento humano, clústeres y encadenamientos.

## Gerentes generales
| Nombre                | Periodo         | Ref.   |
| --------------------- | --------------- | ------ |
| Laura López Salazar   | 2023-actualidad | [ 42 ] |
| Pedro Beirute Prada   | 2014-2023       | [ 43 ] |
| Jorge Sequeira Picado | 2010-2014       | [ 44 ] |
| Emanuel Hess          | 2008-2010       | [ 45 ] |
| Martín Zúñiga         | 2004-2008       | [ 46 ] |
| Manfred Kissling      | 2002-2004       | [ 47 ] |
| Leda Jiménez          | 2000-2002       | [ 48 ] |
| James Stanley         | 1999-2000       | [ 49 ] |
| Eduardo Alonso        | 1996-1999       | [ 50 ] |